# 177 v. Chr.
Portal Geschichte | Portal Biografien | Aktuelle Ereignisse | Jahreskalender | Tagesartikel

◄ |
3. Jahrhundert v. Chr. |
2. Jahrhundert v. Chr. |
1. Jahrhundert v. Chr. |
►

◄ | 190er v. Chr. | 180er v. Chr. | 170er v. Chr. | 160er v. Chr. |
150er v. Chr. |
►

◄◄ | ◄ | 180 v. Chr. | 179 v. Chr. | 178 v. Chr. | 177 v. Chr. |
176 v. Chr. |
175 v. Chr. |
174 v. Chr. |
► |
►►
Staatsoberhäupter

## Ereignisse
- Die römische Kolonie Luna in Oberitalien wird errichtet.

## Gestorben
- Marcus Claudius Marcellus, römischer Politiker
- Liu Xingju, chinesischer Prinz
- Liu Zhang, chinesischer Prinz